# Pietro di Benevento
Pietro di Benevento (en català: Pere de Benevent) va ser cardenal-diaca de Santa Maria in Acquiro, notari i legat pontifici, i autor de la "Compilatio tertia".

## La Croada albigesa
El Papa Innocenci III el nomenà legat papal el gener del 1214 amb la missió de pacificar les terres sotmeses pels croats francesos durant la croada albigesa. Posteriorment va intervenir en l'alliberament de l'infant Jaume quan aquest era ostatge del comte Simó IV de Montfort. Pel maig del mateix any lliurà el jove sobirà als barons aragonesos i catalans reunits a la ciutat de Narbona. Un cop alliberat l'infant Jaume va convocar corts generals o una assemblea equivalent a Lleida i posteriorment organitzà la procuradoria (regència) de la Corona d'Aragó a fi d'evitar que caigué en el caos.
Retornà a Occitània davant la urgència de la convocatòria d'un concili el 8 de gener del 1215 a Montpeller. Presidí el concili on s'acordà atorgar al comte Simó IV de Montfort totes les terres que els croat francesos havien ocupat; aquestes terres incloïen les del vescomte Trencavel i les del comte de Tolosa.